# Pseudestoloides affinis
Pseudestoloides affinis är en skalbaggsart som beskrevs av Martins och Maria Helena M. Galileo 2009. Pseudestoloides affinis ingår i släktet Pseudestoloides och familjen långhorningar.
Artens utbredningsområde är Costa Rica. Inga underarter finns listade i Catalogue of Life.